# غودفريد دونساه
غودفريد دونساه (بالإنجليزية: Godfred Donsah) (7 يونيو 1996 غانا - ) هو لاعب كرة قدم غاني، يلعب كلاعب وسط.

## مسيرته الكروية
لعب غودفريد دونساه خلال مسيرته الاحترافية مع 4 أندية في سبعة مواسم وسجل خلالها 6 أهداف ضمن 108 مباراة. ولم يفز بأي موسم بالكأس أو بالدوري.
خاض غودفريد دونساه مسيرته مع نادي هيلاس فيرونا في موسم 2013–14 لمدة موسم واحد، مشاركًا في مباراة ولم يسجل أي هدف. ثم انتقل إلى نادي كالياري في موسم 2014–15 لمدة موسم واحد، حيث شارك في 21 مباراة سجل خلالها هدفين. لينتقل بعدها إلى نادي بولونيا في موسم 2015–16 ليلعب معه أربعة مواسم، مشاركًا في 67 مباراة سجل خلالها 4 أهداف. ثم انتقل إلى نادي سيركل بروج في موسم 2019–20 لمدة موسم واحد، مشاركًا في 19 مباراة ولم يسجل أي هدف.

## روابط خارجية
- غودفريد دونساه على موقع الاتحاد الدولي (مؤرشف)  (الإنجليزية)
- غودفريد دونساه على موقع اتحاد تركيا (لاعب) (الإنجليزية)
- غودفريد دونساه على موقع قاعدة بيانات كرة القدم.إي يو (الإنجليزية)
- غودفريد دونساه على موقع ناشيونال فوتبول تيمز (الإنجليزية)
- غودفريد دونساه على موقع Soccerway.com (الإنجليزية)
- غودفريد دونساه على موقع عالم كرة القدم.نت (الإنجليزية)
- غودفريد دونساه على موقع AS.com (الإسبانية)